# Familia Matarazzo
Matarazzo es una antigua familia originaria de Perugia y extendida por varias ciudades con algunas ramas nobles. Una rama se trasladó a Brasil, encabezada por Francesco Matarazzo, adquiriendo gran protagonismo y riqueza. Sus miembros fueron dueños de las industrias del mismo nombre. Atualmente, miembros de dicha familia destacan en varios sectores de la élite brasileña e italiana como la política, las artes, la magistratura, la medicina, el empresariado y los medios de comunicación. Actualmente, Claudio Matarazzo di Licosa ostenta el título de 2.º Conde Matarazzo di Licosa, bisnieto de don Francesco Antonio Maria Matarazzo, el 1.º Conde de Matarazzo.

## Italia

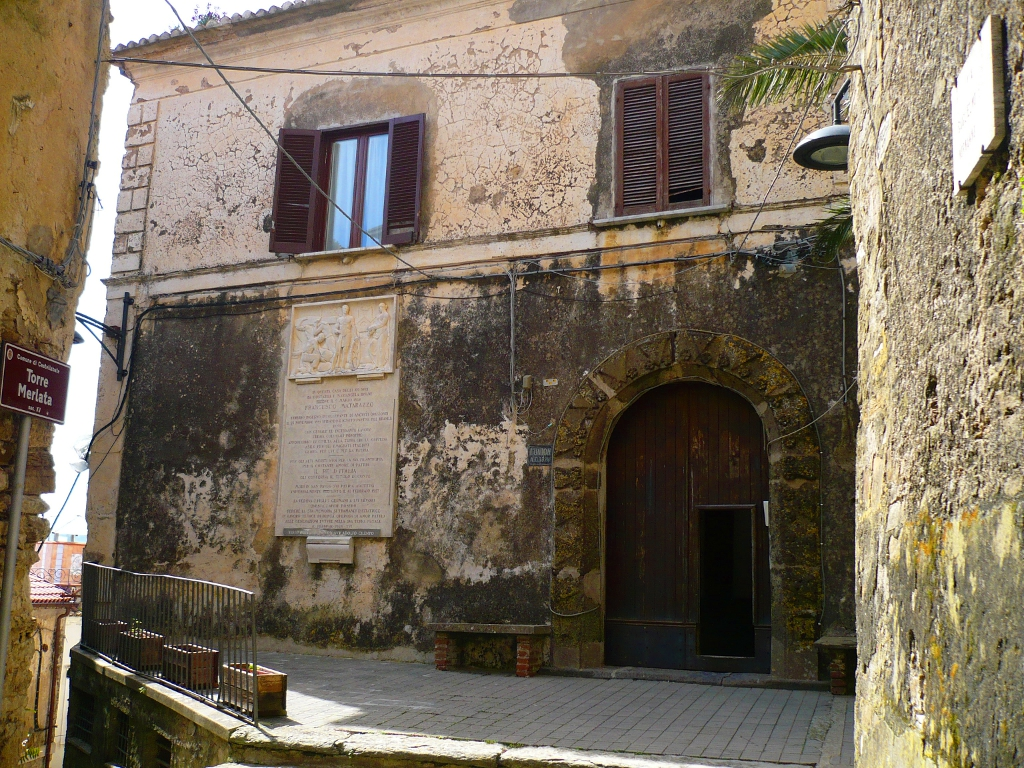
Palazzo Matarazzo, en Castellabate, donde nació Francesco Matarazzo. En la fachada se ha instalado una lápida conmemorativa.

La familia es originaria de Perugia, Italia, donde aparecieron en el siglo XII. De allí se extendieron ramas hacia Roma, Velletri y Procida, cerca de Nápoles, desde donde partió un grupo para Castellabate, lugar de origen de la rama brasileña. En la zona napolitana el apellido también se escribía "Mataracio" o "Mataraccio". 
En la década de 1350 el notario Nicolao Mataraccio se unió al partido del rey de Hungría cuando invadió el reino de Nápoles, siendo indultado junto a otros por el papa en 1352. En 1356 Nicolao y Giovanni Mataracio figuraban entre los vasallos de la basílica de Santa María de Gulia en Castellabate. La familia adquirió un feudo y numerosas tierras en Castellabate a partir del siglo XVI, y estableció una base importante también en Cilento, donde vivía Lucio Matarazzo que, en 1617, compró la antigua baronía de Porcili. También fueron señores de la baronía de Serramezzana, y el feudo de Prignano desde 1610}.
En el siglo XVIII existían Don Alessandro y Don Giuseppe, barones de Serramezzana, Don Tomaso y Don Paolo, hijos de Don Giuseppe, y otros que usaban el título honorífico de Don, como Domenico, Costabile, Carlo Maria y Francesco Antonio. Giovanni Vicenzo, Francesco y Biase, por su parte, fueron mencionados al mismo tiempo como propietarios de algunas tierras pero sin ningún signo de distinción. A partir de finales del siglo XVIII, con la desintegración del sistema feudal, y de forma más acentuada a lo largo del siglo XIX, cuando Italia se vio convulsionada por las guerras de unificación y el sur de la península se vio fuertemente afectado por una crisis agrícola, la familia perdió la mayor parte de sus bienes y riquezas.

## Brasil

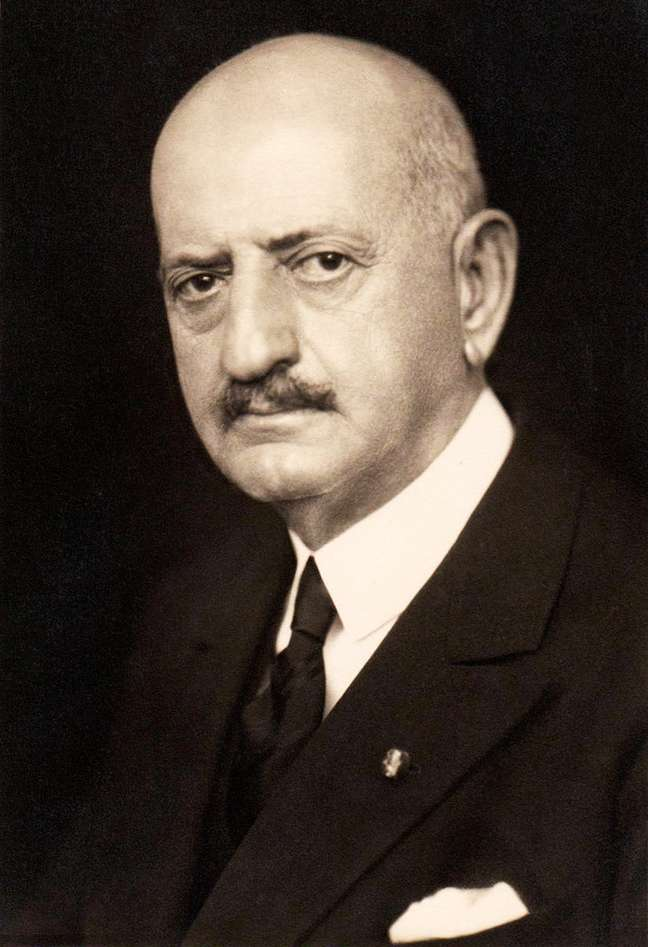
Francesco Matarazzo

La rama brasileña fue fundada por Francesco Matarazzo, también conocido en Brasil como Francisco, nacido en Castellabate, Italia, el 9 de marzo de 1854. Fue el primero de los nueve hijos de Costabile Matarazzo y Mariangela Jovane. Francesco se casó con Filomena Sansivieri con la que tuvo 13 hijos: Giuseppe, Andrea, Ermelino, Teresa, Mariangela, Attilio, Carmela, Lydia, Olga, Ida, Claudia, Francisco Júnior y Luís Eduardo. En octubre de 1881 embarcó con su familia para Brasil y cuatro de sus hermanos le acompañarían poco después. Empezó a trabajar en Sorocaba, donde fue arriero y abrió un comercio de alimentos, montando más tarde una pequeña fábrica para procesar manteca de cerdo. Abrió una segunda fábrica en Capão Bonito, y llegó a amasar una fortuna considerable también con el comercio de cerdos y la producción de latas para envasar la manteca producida, una novedad en Brasil. En 1889 se trasladó a São Paulo. Su éxito empresarial llevó a la fundación, en 1890, de "Matarazzo & Irmãos", en sociedad con Giuseppe y Luigi, que fue el origen de Indústrias Reunidas Fábricas Matarazzo. En 1900, la empresa ya facturaba 2.000 millones de antiguos reales..
El imperio Matarazzo creció cada vez más invirtiendo en diversos sectores, como banca, madera, petróleo, alimentos, textiles, naval, acero, ferrocarriles e hidroeléctricas. Fue uno de los fundadores y primer presidente del Centro de Industrias del Estado de São Paulo. Por los servicios prestados a su patria, Francesco recibió del Rey de Italia el título de Conde en 1917 que fue confirmado en 1926 y convertido en hereditario, además de recibir la Gran Cruz de la Orden de la Corona de Italia. Su hermano Andrea fue nombrado Senador del Reino el 9 de abril de 1939. Apoyó el fascismo de Mussolini pero, según Sônia Dias, se negó a participar en campañas y partidos en Brasil. Sin embargo, donó un millón de liras a la Opera Nazionale Balilla, órgano de las Juventudes Fascistas italianas, y en reconocimiento Mussolini le concedió la Medalla de Oro de la Benevolencia de la Opera Nazionale y la Tabula de Honor Fascista en 1929.
Matarazzo murió el 10 de febrero de 1937. Dejó una fortuna estimada en 10 miles de millones de dólares. Su hijo Ermelino había sido preparado para sucederle al frente del conglomerado empresarial, pero murió antes que su padre y Francisco Júnior tomó el relevo. El reparto de la herencia dio lugar a numerosas disputas en el seno de la familia.

## Indústrias Reunidas Fábricas Matarazzo

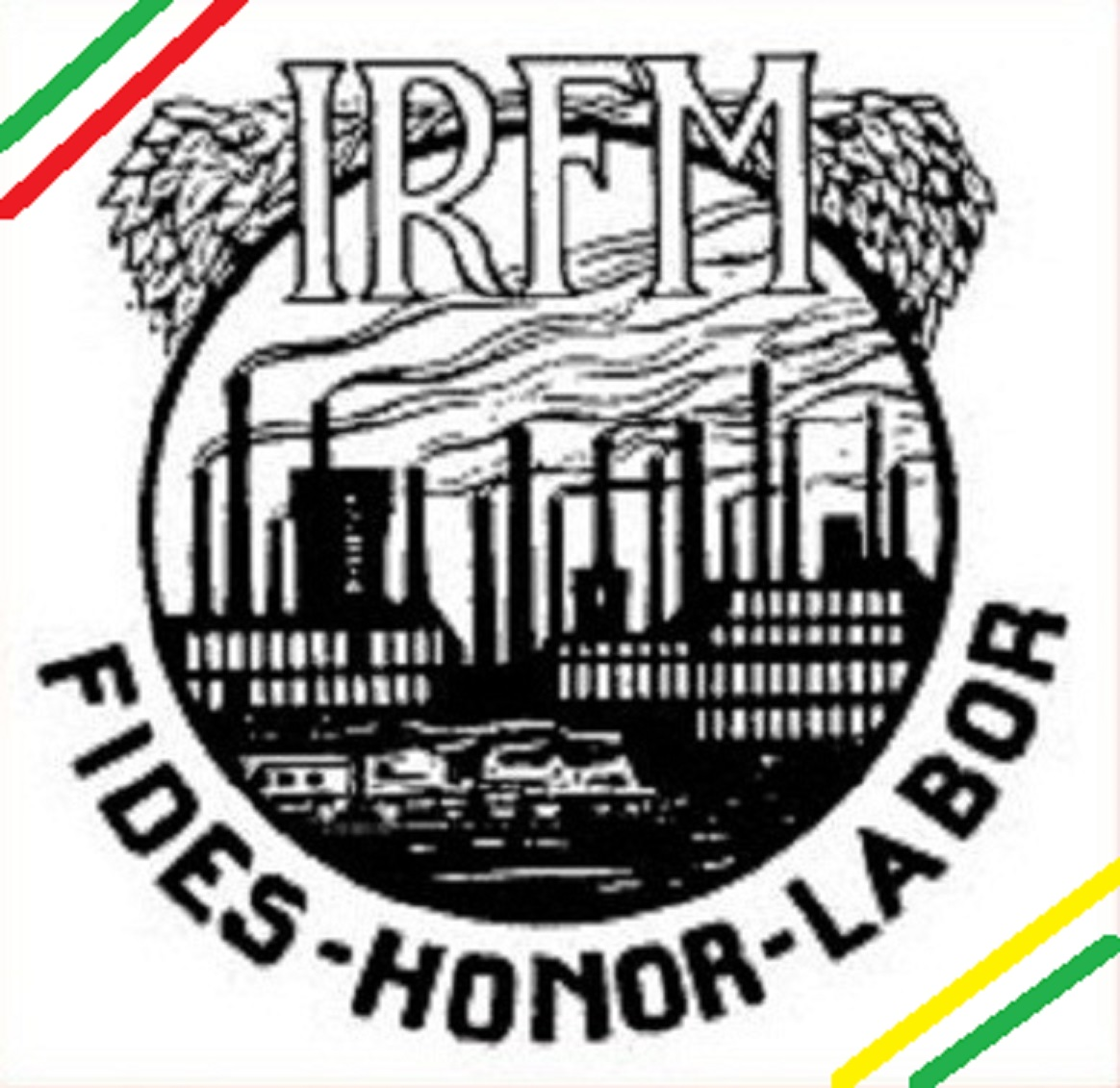
Símbolo de las Indústrias Reunidas Fábricas Matarazzo

Fundada em 1896 por Francesco Matarazzo, fue el mayor grupo empresarial de América Latina, llegando a englobar alrededor de 350 empresas de diversos sectores como textil, químico, comercial, bancario y alimentario. Empleó a cerca del 6% de la población de la Gran São Paulo o poseía la cuarta mayor renta bruta de Brasil.
La primera gran construcción fue el Molino Matarazzo, en 1900, en la esquina de la rúa Monsenhor Andrade con la rúa Bucolismo, en el centro, era la mayor unidad industrial de la ciudad de São Paulo en esa época. En 1920, se inauguró el complejo industrial de Água Branca, en la Zona Oeste de São Paulo, en un área de 100 mil metros cuadrados. Este fue el primer parque industrial paulista con una noción verticalizada de la producción, utilizando energía de una usina propia, la Casa del Electricista y la Casa das Caldeiras, únicos edifícios remanentes hoy en día de todo el complejo industrial.
Otros edificios importantes también formaron parte de la compañía como la Tecelagem Mariângela, construida en 1903, en Brás; los Edificios industriales de la rúa Borges de Figueiredo, construidos en 1906 en Mooca, que incluía las Antiguas Oficinas Casa Vanorden, construidas en 1909; el edificio que alberga el Museo de Armas, Vehículos y Máquinas Eduardo André Matarazzo, em Bebedouro; el edificio Matarazzo, construido en 1937 por Francisco Matarazzo Jr., que fue sede de la IRFM entre 1938 y 1972 cuando fue vendido al grupo Audi y, dos años después, fue adquirido por el Banespa y, en el 2004 se convirtió en la actual sede de la Alcaldía de São Paulo.

## Mansión Matarazzo

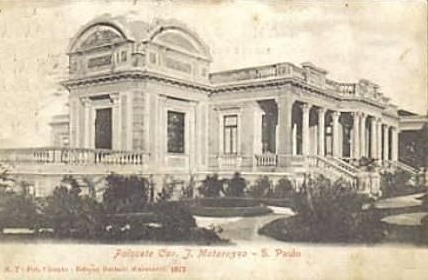
Mansión Matarazzo en su primera versión, en estilo ecléctico. Foto de la década de 1910.

La mansión fue una casona construida en 1896 en la Avenida Paulista, São Paulo, por el conde Francesco Matarazzo.
El palacete fue construido en estilo neoclásico, con un área de 4,400 metros cuadrados, en un terreno de doce mil metros cuadrados de jardines. La casa fue escenario de grande fiestas frecuentadas por la alta sociedad paulistana. Fue demolida en 1996 y el terreno fue vendido a la empresa Cyrela Commercial Properties del grupo Camargo Corrêa por 125 millones de reales donde construyó el Shopping Cidade São Paulo.

## Hacienda Amália
El palacio es una mansión construida por el Conde Francisco Matarazzo Jr. para ser la residencia oficial de su familia en la Hacienda Amália, situada en Santa Rosa de Viterbo en la región de Ribeirão Preto.
Fue construida en 1931 siguiendo las líneas de la Mansión Matarazzo en la Avenida Paulista de São Paulo, donde vivió con su padre, el conde Francesco Matarazzo. El conde también construyó una carretera privada para el acceso exclusivo de la familia y sus visitantes. La entrada a la carretera se encuentra en el centro de la ciudad, debajo de la Piazza Guido Maestrello, donde se encuentra la iglesia parroquial. Se construyó una puerta monumental con dos leones a cada lado, y a su alrededor se creó la plaza Maria Pia en honor de la hija menor del conde.
El palacio y sus alrededores permanecieron bajo la administración de la familia Matarazzo, abarcando unas 66,6 hectáreas.

## Hospital Matarazzo

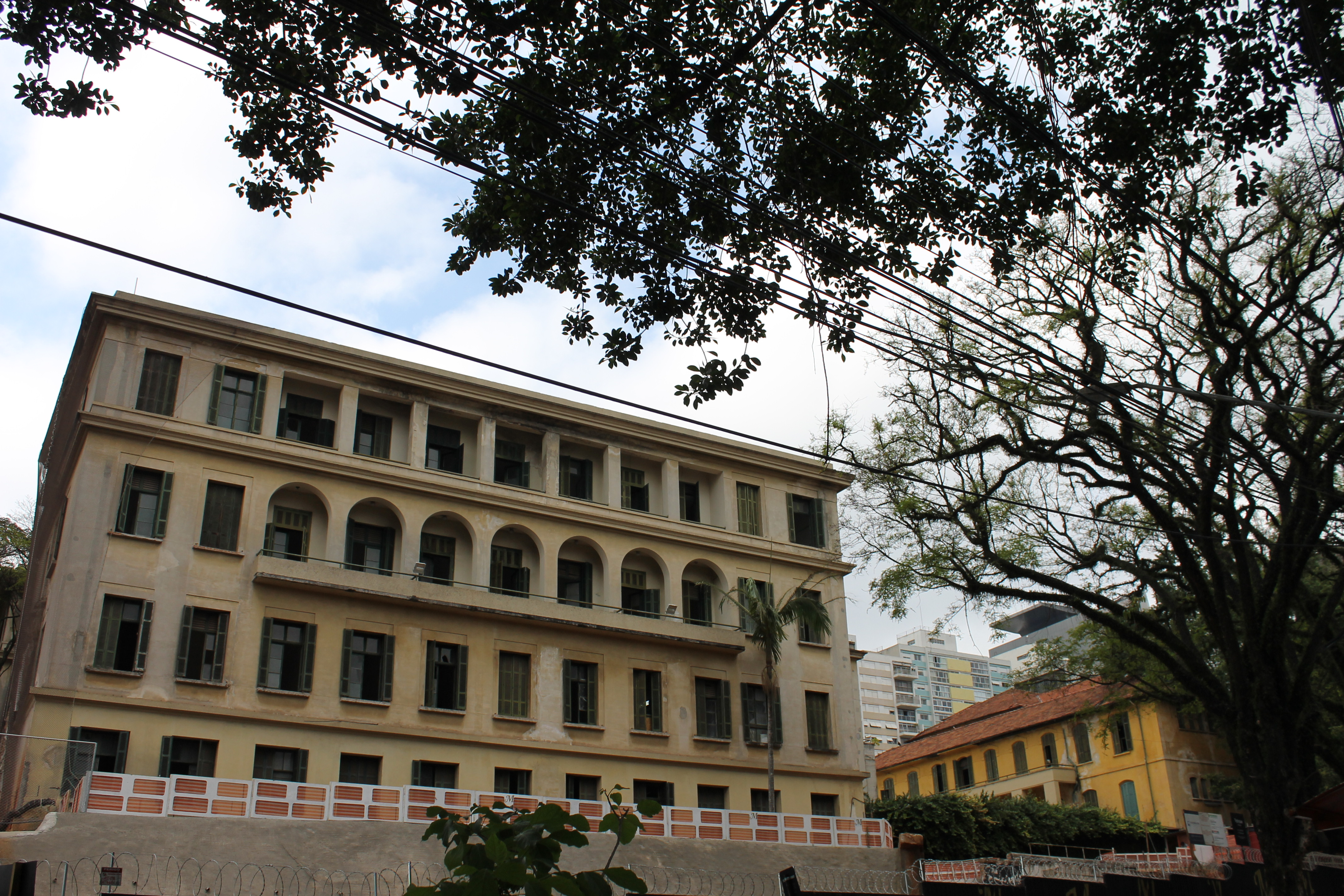
Hospital Umberto I

Fue un hospital construido en 1904 por Francesco Matarazzo en un terreno de 27.419 metros cuadrados en el barrio Bela Vista de São Paulo. Forma parte de un conjunto de edificios de estilo neoclásico catalogados en 1986.
El hospital quebró en 1993 y estuvo cerrado durante 20 años. En 2011, la propiedad fue adquirida por el grupo francés Allard. 

## Mausoleo Matarazzo

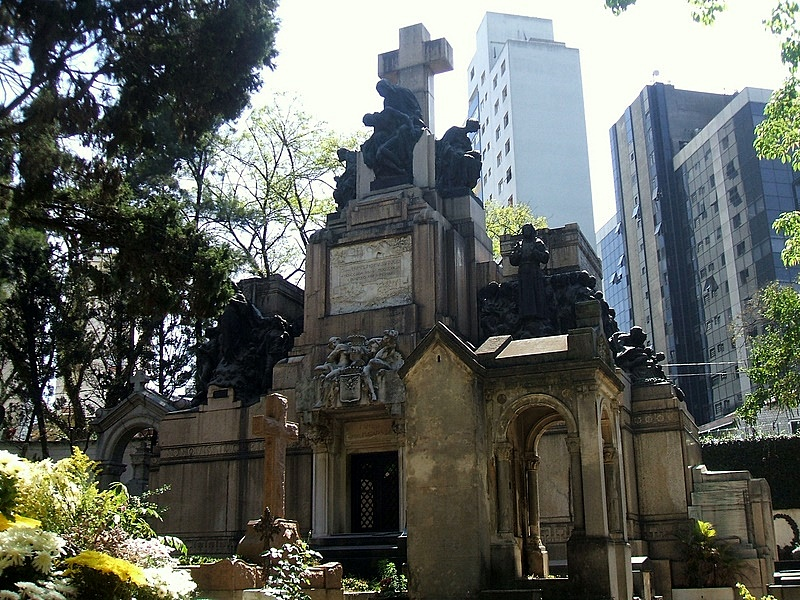
Mausoleo de la Familia Matarazzo, en el Cementerio de la Consolación.

Situado en el Cementerio de la Consolación junto a la tumba del Presidente Campos Sales es considerado el mausoleo más grande de América Latina con 20 metros de altura y 150 m². Fue construido para el entierro de Francesco Matarazzo y su familia y está decorado con una escultura de bronce y el escudo del Conde en la entrada. Fue diseñado por el renombrado escultor italiano Luigi Brizzolara.